# Senior German Open
Het Senior German Open  was een golftoernooi van de Europese Senior Tour van 1995-1997.
De eerste en tweede editie werden gespeeld op de Zuidbaan van Golfpark Idstein, dat in 1989 geopend werd.

## Winnaars
| Jaar                                          | Baan                                          | Winnaar                                       |                                               |                                               |
| International German PGA Seniors Championship | International German PGA Seniors Championship | International German PGA Seniors Championship | International German PGA Seniors Championship | International German PGA Seniors Championship |
| --------------------------------------------- | --------------------------------------------- | --------------------------------------------- | --------------------------------------------- | --------------------------------------------- |
| 1995                                          | Idstein, Frankfurt                            | Renato Canpagnoli                             |                                               |                                               |
| Stella Senior Open                            |                                               |                                               |                                               |                                               |
| 1996                                          | Idstein, Frankfurt                            | Tommy Horton                                  |                                               |                                               |
| German Senior Open                            |                                               |                                               |                                               |                                               |
| 1997                                          | Owingen-Uberlingen                            | Noel Ratcliffe                                |                                               |                                               |

In 2001 heeft de Senior Tour nog eenmaal Duitsland bezocht. In Berlijn werd toen de Plmerston Trophy gewonnen door Denis O'Sullivan.